# Palliativstation (Film)
Palliativstation ist ein Dokumentarfilm von Philipp Döring aus dem Jahr 2025. Der Film begleitet den Alltag auf der Palliativstation des Franziskus-Krankenhauses in Berlin. Der Film feierte seine Premiere im Rahmen der 75. Berlinale und wurde mit dem Heiner-Carow-Preis ausgezeichnet.

## Handlung
Der Film begleitet den Alltag auf der Palliativstation des Franziskus-Krankenhauses Berlin und stellt sich die Frage, wie man schwerstkranken Patienten ermöglichen kann, die verbleibende Zeit mit soviel Lebensqualität wie möglich zu füllen.

## Entstehungsgeschichte
Der Film wurde von Regisseur Philipp Döring über einen Zeitraum von zwei Monaten im Sommer 2023 gedreht. Philipp Döring führte selbst die Kamera und war auch für Schnitt und Produktion verantwortlich.

## Rezeption
Der Film feierte bei der Berlinale 2025 am 19. Februar seine Premiere und wurde in der Sektion Forum gezeigt.
Auf critic.de lobt Kamil Moll: „Entstanden ist ein gut vierstündiger, so einfühlsamer wie klarsichtiger Film über das Leben mit Leiden.“ „Palliativstation ist ein Glücksfall für das Kino.“ schreibt der taz.blog filmanzeiger. rbb24.de: „Wer nach diesen vier Stunden nicht ein bisschen verändert auf das Leben und das Sterben blickt, hat vermutlich kein Herz.“

## Auszeichnungen
- 2025: Internationale Filmfestspiele Berlin: Heiner-Carow-Preis[4]
- 2025: dokka Festival Karlsruhe: Förderpreis[5]